# Julia Tyszkiewicz
Julia Weronika Tyszkiewicz, po mężu Berezowska (ur. 9 czerwca 1996 w Wolfsburgu) – polska koszykarka, mistrzyni i reprezentantka Polski, występująca na pozycji niskiej skrzydłowej, obecnie zawodniczka SKK Polonia Warszawa.
Podczas meczu gwiazd PLKK w 2006, w którym występowała jej matka – Beata, pozwolono jej wejść na boisko, jako 10-letniej dziewczynce. Zdobyła 2 punkty.
14 sierpnia 2020 dołączyła do Ślęzy Wrocław.

## Osiągnięcia
Stan na 19 marca 2022, na podstawie, o ile nie zaznaczono inaczej.
Drużynowe
- Mistrzyni Polski:
  - 2019[3]
  - juniorek (2013)
- Brązowa medalistka mistrzostw Polski:
  - 2016
  - juniorek starszych (2015)
- Zdobywczyni pucharu Polski (2019)[4]
- Finalistka pucharu Polski (2020)[5]
- Awans do najwyższej klasy rozgrywkowej PLKK z JTC Pomarańczarnią MUKS Poznań (2015)
- Wygrana w Pucharze European Women's Basketball League 2024

Indywidualne
- Liderka w skuteczności rzutów za 3 punkty:
  - EBLK (2021 – 56%)[6]
  - I ligi (2022 – 44,4%)[7]

Reprezentacja
- Uczestniczka:
  - igrzysk frankofońskich (2013)
  - mistrzostw Europy U–16 dywizji B (2012)